# メイツユニバーサルコンテンツ
株式会社メイツユニバーサルコンテンツは、日本の出版社、コンテンツプロバイダー。旧社名メイツ出版株式会社。
発行分野は趣味・スポーツ・家庭などの実用書や、飲食・旅行などのガイドブック。

## 企業概要
- 所在地：東京都千代田区平河町一丁目1番地8号

## 沿革
- 1999年 - 丸善株式会社の関連会社である丸善メイツ株式会社から出版事業を譲渡され、メイツ出版株式会社として創業。前田信二が代表取締役社長に就任。
- 2016年 - 三渡治が代表取締役社長に就任。
- 2019年 - 株式会社メイツユニバーサルコンテンツに社名変更[1]
- 2022年 - 大羽孝志が代表取締役社長に就任

## 主な発行物
- コツがわかる本 - スポーツ、趣味、料理、健康などの実用書。
- まなぶっく - 主に小学生を対象とした、読み物やクイズ・パズルなどの学習書。
- ガイドブック - レストラン、カフェなどのグルメガイドや、寺社ガイド、海外ガイドなど。
- 子どもとでかけるあそび場ガイド
- 上等なランチ
- パパママ教えて!
- わかる!本